# دوماغوج أبراموفيتش
دوماغوج أبراموفيتش (بالكرواتية: Domagoj Abramović)‏ هو لاعب كرة قدم كرواتي في مركز الهجوم ولد في يوم 1 ابريل 1981 في كرواتيا، يلعب حالياً مع ان كي ديبروفا الكرواتي. وكان ضمن تشكيلة المنتخب الكرواتي لكرة القدم في بطولة كأس الأمم الأوروبية تحت 21 عاما عام 2004.
<ref>

## روابط خارجية
- دوماغوج أبراموفيتش على موقع قاعدة بيانات كرة القدم.إي يو (الإنجليزية)
- دوماغوج أبراموفيتش على موقع Soccerway.com (الإنجليزية)
- دوماغوج أبراموفيتش على موقع عالم كرة القدم.نت (الإنجليزية)